# Glitch (série télévisée)
Pour les articles homonymes, voir Glitch (homonymie).
Glitch (« l'anomalie, le pépin, le bug ») est une série télévisée dramatique fantastique australienne créée par Tony Ayres, diffusée entre le 9 juillet 2015 et le 29 septembre 2019 sur la chaîne ABC1. La seconde saison est diffusée sur Netflix qui coproduit la série.
Dans les pays francophones, elle est diffusée à partir du 15 octobre 2016 (saison 1), à partir du 28 novembre 2017 (saison 2), et du 24 septembre 2019 (saison 3) sur Netflix.

## Synopsis
À la suite d'un appel, le shérif de la petite ville australienne de Yoorana se rend au cimetière en pleine nuit et y découvre six personnes qui, nues et recouvertes de terre, semblent y être perdues. Avec l'aide du docteur Elishia McKellar, il les conduit à la clinique pour les soigner. Une de ces personnes ressemble étrangement à son épouse décédée deux ans auparavant.

## Fiche technique
- Titre original : Glitch
- Création : Tony Ayres
- Réalisation : Emma Freeman
- Scénario : Tony Ayres (6 épisodes), Louise Fox (6 épisodes), Adam Hill (6 épisodes), Kris Mrksa (2 épisodes) et Giula Sandler (2 épisodes)
- Direction artistique : Paddy Reardon
- Décors : Juliet John
- Costumes : Cappi Ireland
- Photographie : Simon Chapman
- Montage : Mark Atkin
- Casting : Alison Telford
- Musique : Cornel Wilczek
- Production : Ewan Burnett et Louise Fox ; Tony Ayres (délégué)
- Sociétés de production : Matchbox Pictures ; ABC et Screen Australia (coproductions)
- Sociétés de distribution : Australian Broadcasting Corporation (Australie) ; Netflix (reste du monde)
- Pays d'origine :  Australie
- Langue originale : anglais
- Format : couleur
- Genre : drame fantastique
- Nombre de saisons : 3
- Nombre d'épisodes : 18
- Durée : 55 minutes
- Dates de première diffusion :
  - Australie : 9 juillet 2015 sur ABC1
  - Belgique, France, Québec et Suisse : 15 octobre 2016 sur Netflix

## Distribution

### Acteurs principaux
- Patrick Brammall (VFB : Alexandre Crépet) : le shérif James Hayes
- Emma Booth (VFB : Audrey d'Hulstère) : Kate Willis
- Genevieve O'Reilly (VFB : Sophie Landresse) : Dr Elishia McKellar (saisons 1 et 2)
- Emily Barclay (en) (VFB : Delphine Chauvier) : Sarah Hayes (saisons 1 et 2)
- Ned Dennehy (VFB : Michel Hinderyckx) : Patrick « Paddy » Fitzgerald (saisons 1 et 2)
- Sean Keenan (VFB : Thibaut Delmotte) : Charlie Thompson
- Daniela Farinacci (en) (VFB : Fabienne Loriaux) : Maria Massola (saison 1)
- Hannah Monson (en) (VFB : Hélène Van Dyck) : Kirstie Darrow
- Andrew McFarlane (en) (VFB : Simon Duprez) : Vic Eastley (saisons 1 et 2)
- Rodger Corser (VFB : Sébastien Hébrant) : John Doe / William Blackburn
- Aaron L. McGrath (en) (VFB : Alexis Flamant) : Beau Cooper
- John Leary (VFB : Alessandro Bevilacqua) : Chris Rennox
- Luke Arnold (VFB : Pierre Lognay) : Owen Nillson (saisons 2 et 3)
- Rob Collins (en) (VFB : Maxime Van Santfoort) : Phil Holden (saisons 2 et 3)
- Pernilla August (VFB : Francine Laffineuse) : Nicola Heysen (saisons 2 et 3)
- Jessica Faulkner (VFB : Nancy Philippot) : Belle Donohue (saison 3)
- Harry Tseng (VFB : Brieuc Lemaire) : Tam « Chi » Chi Wai (saison 3)
- Dustin Clare (VFB : Olivier Prémel) : Mark Clayton-Stone (saison 3)

### Acteurs récurrents
- Anni Finsterer : Caroline Eastley
- Lisa Flanagan (VFB : Nathalie Hons) : Kath (10 épisodes)
- Tessa Rose (VFB : Bernadette Mouzon) : Sharon (7 épisodes, saisons 1 et 2)
- Gerard Kennedy : Leon Massola
- Antonio Kapusi-Starow : Leon Massola jeune
- Phoebe Gorozidis : Anna
- Alison Whyte : Lucy Fitzgerald
- Melissa Jaffer (VFB : Myriam Thyrion) : Adeline Fitzgerald
- Greg Stone (VFB : Olivier Cuvellier) : Russel
- Jacob Collins-Levy : Rory Fitzgerald
- Leila Gurruwiwi : Kalinda
- James Monarski : Carlo Nico
- Lex Marinos : Steve Tripidakis
- Belinda McClory (VFB : Angélique Leleux) : Vicky Carmichael

Version française
- Studio de doublage : ?
- Directeur artistique : Monia Douieb
- Adaptation : Société Timecode (saison 1), Des Images et des Mots (saison 2), Maud Joskin & Julie Girardot (saison 3)

## Personnages
| Prénom/nom des ressuscités                                                 | Date de naissance  | Date de mort    | Âge    | Cause de la mort                                       | Famille/proches                   |
| Kate Willis                                                                | 1er septembre 1981 | 13 octobre 2013 | 32 ans | Cancer du sein                                         | le shériff James Hayes (conjoint) |
| Patrick "Paddy" Michael Fitzgerald                                         | 1812 (Irlande)     | 1864            | 52 ans | Gorge tranchée par son fils lors d'un repas en famille | Rory Fitzgerald (descendant)      |
| Carlo Nico                                                                 | 1909               | 1944            | 35 ans | Tir dans le dos par un militaire                       | Alexandro (frère), Esta (mère)    |
| Kirsten "Kirstie" Darrow                                                   | 1969               | 1988            | 19 ans | Étranglée et noyée par Pete Rennox                     | Janice (sœur)                     |
| Charles "Charlie" Earnest Thompson, vétéran de la Première Guerre mondiale | 1899               | 1922            | 23 ans | Suicide                                                | George (petit-ami en 1922)        |
| Maria Rose Massola                                                         | 1931               | 1969            | 38 ans | Accident de voiture                                    | Léon (mari), Anna (fille)         |
| William Blackburn ("John Doe")                                             | vers 1790          | 1830            | 40 ans | Noyade/Pendaison                                       |                                   |

## Épisodes

### Première saison (2015)
1. Les Ressuscités (The Risen)
2. Suis-je en enfer ? (Am I in Hell?)
3. Miracle ou punition (Miracle or Punishment)
4. Il n'y a pas de justice (There is No Justice)
5. Le Triangle impossible (The Impossible Triangle)
6. Il doit y avoir des règles (There Must be Rules)

### Deuxième saison (2017)
1. Une perle rare (Two Truths)
2. À chacun sa vérité (Ashes to Ashes)
3. Humains, trop humains (All Too Human)
4. La Responsabilité (A Duty of Care)
5. De pauvres survivants (The Walking Wounded)
6. Le Testament (The Letter)

### Troisième saison (2019)
C'est l'ultime saison. Elle est diffusée du 25 août au 29 septembre 2019. (24 septembre 2019 sur Netflix)
1. Maman (Mum)
2. Quintessence (Quintessence)
3. Première fois (First Times)
4. En sécurité (Perfectly Safe)
5. L'Ennemi (The Enemy)
6. Épitaphe (What Is Dead May Never Die)

## Distinctions

### Récompenses
- AACTA Awards 2016 :
  - Meilleure série dramatique
  - Meilleure musique à la télévision
- TV Week Logies 2016 : Meilleure série télévisée
- Australian Director's Guild Awards 2016 : Meilleure réalisation à la télévision pour Emma Freeman

### Nominations
- AACTA Awards 2016 : Meilleure actrice dans un second rôle dans une série dramatique pour Hannah Monson
- TV Week Logies 2016 :
  - Meilleure actrice dans un second rôle à la télévision pour Emily Barclay
  - Meilleur acteur dans un second rôle à la télévision pour Patrick Brammall
- Australian Screen Editors 2016 : Meilleur monteur à la télévision pour Mark Atkin
- Screen Music Awards 2016 : Meilleur composition musicale à la télévision pour Cornel Wilczek